# LaKeisha Lawson
LaKeisha Lawson (* 3. Juni 1987) ist eine US-amerikanische Sprinterin.
Bei den Leichtathletik-Hallenweltmeisterschaften 2014 in Sopot erreichte sie über 60 m das Halbfinale.
2015 siegte sie bei den Panamerikanischen Spielen in Toronto mit dem US-Team in der 4-mal-100-Meter-Staffel.

## Persönliche Bestzeiten
- 60 m (Halle): 7,09 s, 23. Februar 2014, Albuquerque
- 100 m: 11,06 s (+1,8 m/s), 25. Juni 2015, Eugene
- 200 m: 22,98 s (+1,2 m/s), 4. Juni 2016, Norwalk (Kalifornien)